# Loxocauda fragilis
Loxocauda fragilis is een mosselkreeftjessoort uit de familie van de Loxoconchidae. De wetenschappelijke naam van de soort werd in 1866 als Loxoconcha fragilis gepubliceerd door Georg Ossian Sars. De soort werd in 1963 door Frank P.C.M. van Morkhoven in het geslacht Loxocauda geplaatst.